# Culicoides caucoliberensis
Culicoides caucoliberensis is een muggensoort uit de familie van de knutten (Ceratopogonidae). De wetenschappelijke naam van de soort is voor het eerst geldig gepubliceerd in 1967 door Callot, Kremer, Rioux & Descous.